# Лисихинское кладбище
Лиси́хинское кла́дбище — кладбище, расположенное в Октябрьском округе Иркутска. Старое название — Амурское кладбище. В первой половине XX века Лисихинское кладбище было крупнейшим из действующих городских кладбищ, на нём похоронено не менее 100 тысяч человек.
Проезд автобусом, троллейбусом до остановки «Лисиха», трамваем маршрута № 5 до остановки «Станиславского».
Могилы декабристов Муравьёва А. З. и Юшневского А. П., находящиеся на Лисихинском кладбище, являются памятниками истории федерального значения.

## Воинские захоронения
На Лисихинском кладбище находится братская могила красногвардейцев и революционных солдат — участников декабрьских боёв 1917 года. Братская могила является памятником истории местного значения.
Во время Великой Отечественной войны на Лисихинском кладбище хоронили воинов, умерших в эвакогоспиталях Иркутска. Всего было  похоронено 649 военнослужащих. Воинское кладбище является памятником истории местного значения. В 1977 году на воинском кладбище был сооружен Мемориальный комплекс (автор проекта — Смагин В. Г.).

## Интересные факты
- В середине 1970-х годов на Лисихинском кладбище состоялась дуэль с участием актёра Виталия Зикоры[6].
- В 2004 году на еврейской части Лисихинского кладбища была совершена церемония захоронения священных книг, которые пострадали во время пожара в Иркутской синагоге[7].
- В 2009 году на территории, прилегающей к Лисихинскому кладбищу, был освящен храм мучениц Веры, Надежды, Любови и матери их Софии[8].